# La Villeneuve-au-Chêne
La Villeneuve-au-Chêne é uma comuna francesa na região administrativa de Grande Leste, no departamento de Aube. Estende-se por uma área de 10,94 km². Em 2010 a comuna tinha 436 habitantes (densidade: 39,9 hab./km²).